# جدعون لوی
گدعون لوی (متولد ۱۹۵۳)، روزنامه‌نگار اسرائیلی است که در بخشهای دیدگاه‌ها و مقالات هفتگی روزنامه هاآرتس مطلب می‌نویسد. مطالب وی اغلب دربارهٔ اشغال سرزمین‌های فلسطینی توسط اسرائیل است. وی روزنامه‌نگاری برجسته در جناح چپ اسرائیل است. برخی وی را به عنوان «روزنامه‌نگار قهرمان» و برخی دیگر وی را به عنوان «تبلیغاتچی حماس» توصیف می‌کنند. وی اصالتاً اهل چکسلواکی سابق است.